# Marlboroughstatutet
Marlboroghstatutet (The Statute of Marlborough) är en uppsättning lagar från 1267 som instiftades av Henrik III av England. Lagarna utgjordes av 29 kapitel. Fyra av kapitlen gäller fortfarande och utgör idag de äldsta gällande skrivna lagtexterna (statute law) i Storbritannien. 
Det kan tilläggas att Magna Carta, med den första kodifierade bestämmelsen om habeas corpus, utfärdades i skrift 1215, under Kung Johan I, men att den utgåva som numera åberopas utfärdades av Henrik III:s son Edward 1297. 